# پیتر اسکانیو
پیتر اسکانیو (انگلیسی: Peter Ascanius; ۲۴ مهٔ ۱۷۲۳ – ۴ ژوئن ۱۸۰۳) دانشمند در زمینه زیست‌شناس اهل دانمارک-نروژ بود.